# Estación de Madrid (Linares)
Linares-Paseo de Linarejos, conocida coloquialmente como la estación de Madrid, fue una estación ferroviaria de carácter terminal situada en el municipio español de Linares, en la provincia de Jaén. Las instalaciones se encontraban ubicadas en el céntrico paseo de Linarejos. Tras su clausura, en la década de 1980, el edificio fue restaurado y en la actualidad acoge dependencias municipales.

## Historia
En 1866, con motivo de la construcción de la línea férrea de Manzanares a Córdoba, la Compañía de los Ferrocarriles de Madrid a Zaragoza y Alicante (MZA) construyó la estación de Baeza-Empalme al sur del municipio de Linares. En 1877 la compañía construyó un ramal ferroviario que iba desde la estación de Vadollano hasta el casco urbano linarense, inaugurando también una estación más céntrica situada en el paseo de Linarejos. Sin embargo, no pasó mucho tiempo hasta que el primitivo edificio de pasajeros se quedó pequeño, lo que provocó quejas a la compañía por parte de las autoridades locales.
Por todo ello, MZA decidió construir una nueva estación en la zona de Linarejos para atender el ramal. El arquitecto Narciso Clavería fue autor del diseño del edificio, que combinaba los estilos neomudéjar y modernista. Además del imponente edificio de viajeros, dentro del complejo ferroviario también había un almacén para mercancías, un pequeño depósito para las locomotoras y viviendas para los obreros. Las obras transcurrieron entre 1916 y 1925, entrando en servicio en ese año. En 1941, con la nacionalización de las líneas férreas de ancho ibérico, la estación quedó integrada en la red de RENFE. Las instalaciones de Paseo de Linarejos continuarían ofreciendo servicios de viajeros hasta la clausura del ramal Vadollano-Linares el 1 de enero de 1985, por falta de rentabilidad económica. Todavía acogió servicios de mercancías y como apartadero de material hasta su cierre en 1987. 
El complejo ferroviario fue adquirido por el Ayuntamiento de Linares en 1992. El edificio principal fue restaurado entre 1994 y 1997 por alumnos de la Escuela Taller «Industria y Paisaje».